# Lily Elsie

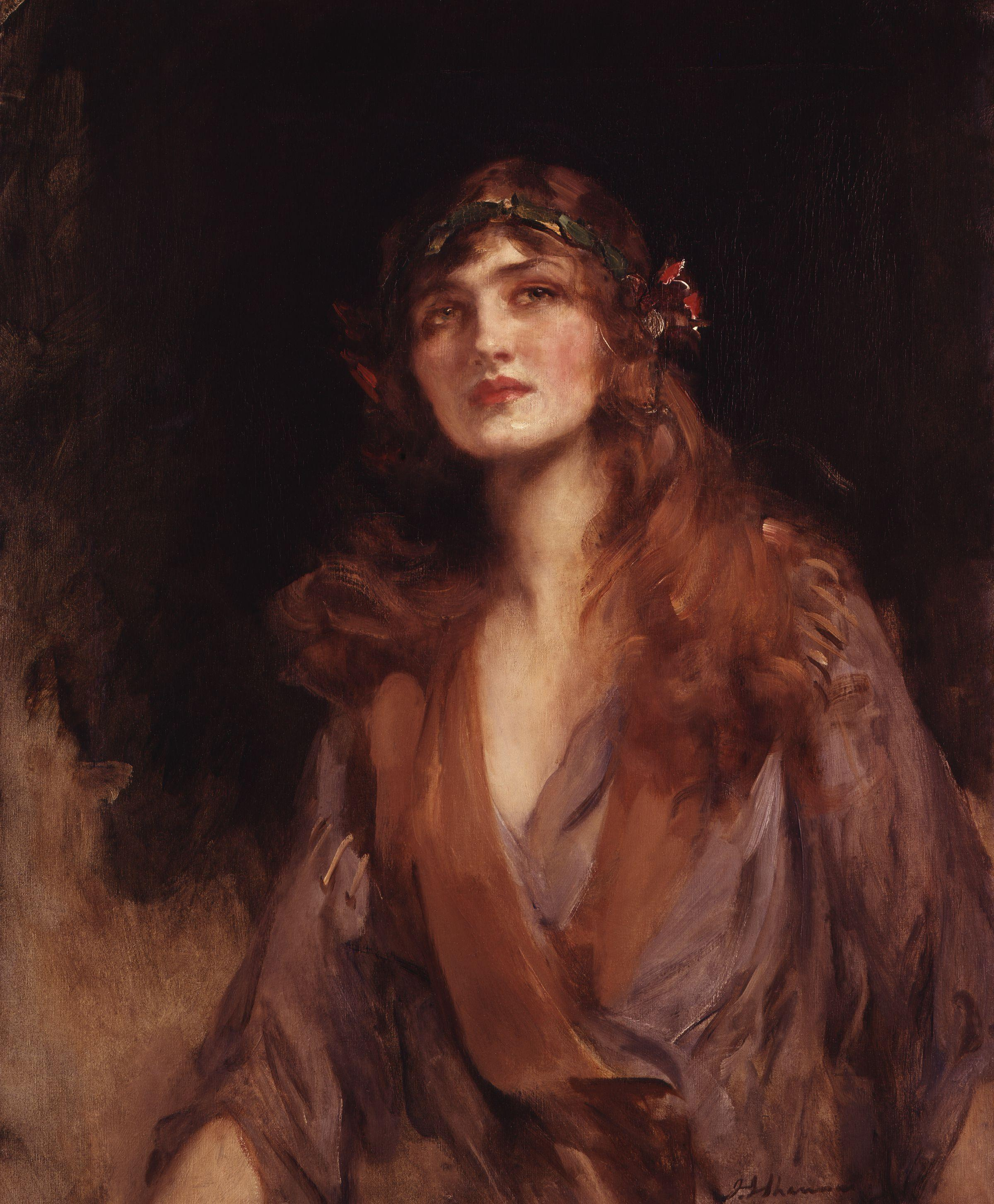
Lily Elsie door James Jebusa Shannon

Lily Elsie, geboren als Elsie Hodder (8 april 1886 - 16 december 1962), was een Engelse actrice en zangeres gedurende het edwardiaans tijdperk.

## Levensloop
Lily Elsie werd geboren in West Yorkshire. Reeds als kind trad ze op in diverse variététheaters en in pantomimes te Salford en Manchester. Op elfjarige leeftijd in 1898 trad ze voor het eerst op in Londen. Tussen 1900 en 1906 tourde ze met 14 verschillende shows heel Groot-Brittannië door.
Het grootste succes voor Lily Elsie kwam in 1907 met het toneelstuk The Merry Widow. De voorstelling maakte van haar een grote ster en kreeg lovende kritieken. Ze speelde in totaal in 778 voorstellingen.
Voor veel van haar voorstellingen werd ze gekleed door de bekende modeontwerpster Lucile, die van Lily Elsie haar muze maakte.
In 1911 trouwde Lily Elsie met John Ian Bullough. Het was geen gelukkig huwelijk. Haar echtgenoot wilde dat ze haar carrière als actrice en zangeres zou opgeven. Ze zou gedurende deze jaren enkel in benefietshows optreden. Toch keerde ze in 1916 nogmaals terug naar het theater.
In 1920 verhuisde ze met haar echtgenoot naar Gloucestershire. In 1927 maakte ze wederom een comeback in The Blue Train en speelde het jaar daarop in The Truth Game naast Ivor Novello.
Lily Elsie scheidde van haar echtgenoot in 1930. Haar gezondheid ging achteruit en ze kreeg psychische problemen. Elsie onderging een hersenoperatie die naar verluidt haar problemen verlichtte.
Lily Elsie stierf op 76-jarige leeftijd in Londen.
- Bibliothèque nationale de France: cb14175078g (data)
- Gemeinsame Normdatei: 1020346841
- International Standard Name Identifier: 0000 0000 4907 5784
- Library of Congress Control Number: no2005092159
- MusicBrainz: 404e35ea-9be9-44ad-9ae0-4e2883751a61
- SNAC: w6xp7kq6
- Système universitaire de documentation: 162467788
- Virtual International Authority File: 41579672
- WorldCat: E39PBJjdbBHcFfbF6ytrbdpByd